# 联合国安全理事会第15号决议
《联合国安理会15号决议》是1946年12月19日在联合国安全理事会第87次会议上一致通过的。这个决议是关注希腊问题的。
决议援引《联合国宪章》第34条，决定设立一个调查团，就希腊与南斯拉夫、阿尔巴尼亚和保加利亚之间发生的互相越界行为进行调查，由1947年安理会各成员国各派一名代表组成，上述四国各派一名联络员协助调查团工作。
调查团须于1947年1月15日前到达争议地区开展工作，在调查清楚实施的情况下作出妥善建议，制止将来再发生互相侵犯权益的情况。

## 相关决议
- 联合国安理会12号决议